# Rhédey-palota
A Rhédey-palota műemlék épület Kolozsvár belvárosában, a Jókai (Napoca) utca és a Fő tér sarkán. A romániai műemlékek  jegyzékében a CJ-II-m-B-07478 sorszámon szerepel.

## Története
A mai Rhédey-palota három vagy négy egykori ház helyén épült. Az egyikben lakott Baráth István, Dávid Ferenc püspöknek, az unitárius vallás alapítójának apósa, akit három ízben is megválasztottak királybírónak 1557 és 1569 között. A Jókai utca és a Főtér sarkán álló egykori ház a 16. században Zok Péter kereskedő tulajdona volt. Többször is próbált tisztséget szerezni magának a város vezetésében, de tót származása miatt ez nem sikerült. Valószínűleg emiatt rendelkezett úgy háza eladásakor, hogy annak új tulajdonosa nem lehet kolozsvári származású. Így került az ingatlan rövid időre a Kamuthy Balázs kezébe. A házat végül egyik távoli rokona, a kolozsvári Vicei Máté, megkerülve Zok rendelkezését, mégpedig arra a városi rendeletre hivatkozva, hogy a nemeseknek tilos volt kolozsvári ingatlant eladni. Vicei Máté családjának legismertebb tagja édesapja, a város kétszer megválasztott főbírája volt, ő maga pedig ötvös és kereskedő volt. Vicei az 1600-as évek elején kibővítette a házat, aminek érdekessége volt a városban ritkaságszámba menő külön fürdőszobája.
Az épület ezt követően Székely László (1644-1692) tulajdona lett, aki 1680-tól Kolozs vármegye főispánja volt, 1684-től pedig a város főkapitánya. 1692-ben bekövetkezett halála után felesége, Preda Bulcescu havasalföldi bojár lánya átépíttette a házat. Az építkezés nyomát ma is látható tábla őrzi, melynek felirata BULCSESDI / SÁRA / ÉPÍTETTE / ANNO 1698. Az épületnek a 18. század első felében Székely-ház a neve.
Az ő fia, Ádám, házasságot kötött Rhédey Katával, s a birtok így került a névadó Rhédey család birtokába. 1760-ban gróf Rhédey János úgy végrendelkezett, hogy ő gyermektelen lévén, házát öccseinek hamarabb születendő fiúgyermekére hagyja. A szerencsés a négy fiúgyermekkel megáldott Rhédey Mihály volt, aki hálából emléktáblát faragtatott a ház falára Josef és Simon Hoffmayer kolozsvári kőfaragókkal. Ugyancsak az ő nevéhez fűződik a ház újjáépítése barokk stílusban 1775-1777 között.  A Rhédey-palotánál dolgozó főpallér Franz Grindtner volt, a kőfaragómunkákat Josef Hoffmayer, az üvegezést Johannes Reich, az ácsmunkát Anton Überlacher, az asztalosmunkát pedig Anton Richter végezte. 1777-1778-ban Bánffy Terézia egy Jókai utcára nyíló karzatos báltermet építtetett az emeleten. Ez nem volt hosszú életű, mert ismeretlen okok miatt leomlott. Az új termet 1782-ben nyitották meg, és itt tartotta 1788-ban előadásait a német színitársulat, majd 1792-1793 között az első magyar színtársulat, az Erdélyi Magyar Nemes Színjátszó Társaság.

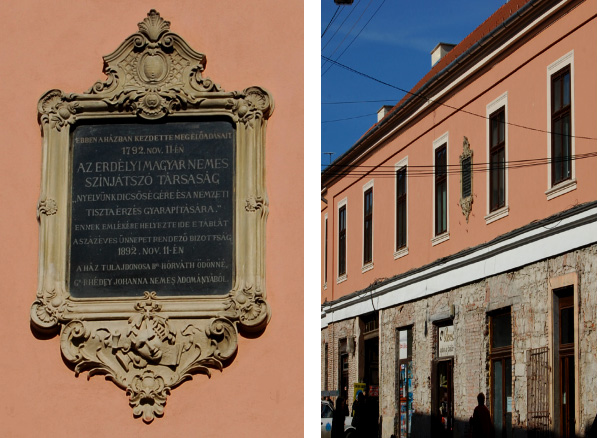
Emléktábla az első magyar színtársulat emlékére (Jókai utca felőli oldal)

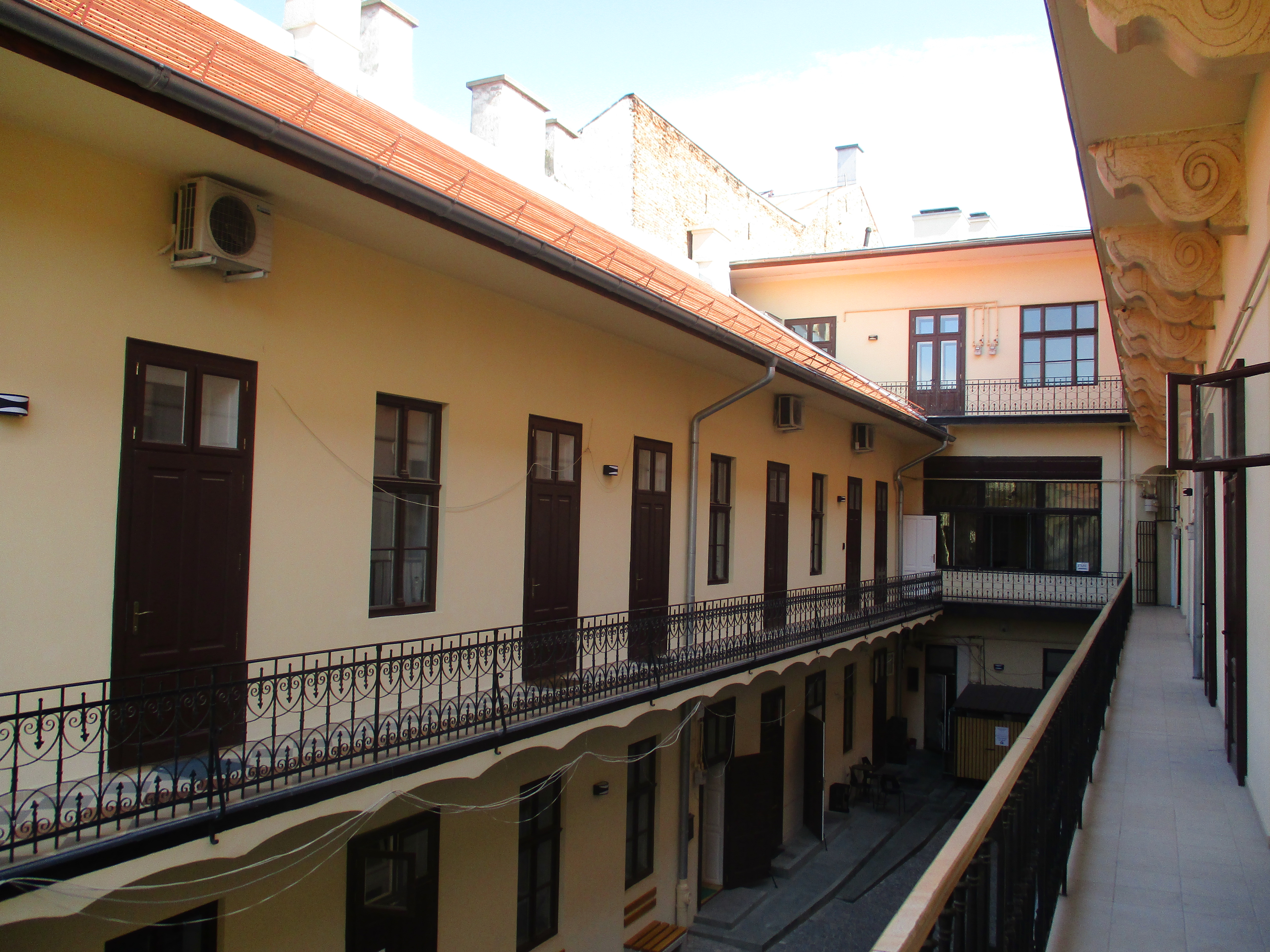
A palota udvari nézete

A 19. század második felében Rhédey János-Mihály átépíttette a barokk palotát kétemeletes, belső udvaros épületté. Valószínűleg szintén Rhédey János építkezéseihez köthető az épület Jókai utca felőli szárnyának elkészülése és az egykori emeleti bálterem kétmenetes, egymásba nyíló teremsorrá való átalakítása. 1892-ben, leánya helyeztette el az első magyar színtársulat százéves évfordulójára emlékező táblát a homlokzaton (ezt Pákey Lajos tervezte). A 19. század második felében az emeleti szint volt a tulajdonképpeni főúri lakosztály. A földszinten üzletek működtek, többek között egy kávézó és cukrászda. A padlásteremben pedig Farkasházi Fischer Vilmos festődéje működött, ahol a nyers herendi dísztárgyakat festették.
Az utolsó Rhédey-örökös, báró Horváth-Inczédi Ödönné Rhédey Johanna a 19. és 20. század fordulóján közös homlokzattal egyesítette a Jókai utca felőli épületrészeket. Végrendeletében az épületet New York szállodával együtt a Debreceni Református Kollégiumra hagyta, hogy az Gróf Rhédey János Alapítvány elnevezéssel kezelje őket, de kikötötte, hogy két leánya és azok leszármazói három generáción át haszonélvezeti joggal rendelkezzenek.
Az 1920-as években itt nyílt meg az első román nyelvű kaszinó és egy rövid ideig itt rendezkedett be a megye prefektusa is.

## Leírása
A palota Főtérre néző homlokzata hattengelyes, a Jókai utcára néző tizenkettő. A háromszintes épülethez nyugaton U alakú, hátsó utcával közlekedő szárnyak csatlakoznak. A homlokzatot konzolokra támaszkodó koronázópárkány tagolja. A két középső tengely között egy öntöttvas mellvédes erkély áll. A sarkokat egyszerű lizénák tagolják. Az északi lizénán egy címerpajzsban Rhédey János monogramja olvasható, míg a délin a család címere látható. A kocsibejáró a Jókai utcai oldalon van, innen díszlépcső visz fel az emeleti, egykori reprezentációs termekbe. Ugyancsak a Jókai utca felőli homlokzaton áll a színitársulat századik évfordulójára készített emléktábla.